# Église Saint-Julien de Saint-Gérand-le-Puy
L'église Saint-Julien est une église située à Saint-Gérand-le-Puy, en France.

## Localisation
L'église est située sur la commune de Saint-Gérand-le-Puy, dans le département français de l'Allier.

## Historique
L'édifice est inscrit au titre des monuments historiques en 1932.